# 林嘉欣 (冰球运动员)
林嘉欣（粤语：Làhm Gāyān；2002年4月1日—），中国、加拿大女子冰球运动员。出生于加拿大安大略省怡陶碧谷。有华人血统。高160厘米（5英尺3英寸）。体重61公斤（134 磅）。

## 家庭
祖父来自广东，她在多伦多长大。

## 经历
2017–19赛季在斯托尼溪军刀。2019-2020赛季中，在少年海豚队获得2019-2020赛季加拿大青年女子冰球联赛冠军。2019年代表安大略红队获得加拿大全国女子冰球联赛U18冠军。就读于圣劳伦斯大学，校队是美国大学生冰球联赛第一梯队。在校队被选为东部大学体育联盟2021年3月最佳新秀。2021-2022赛季WHL俄罗斯女子冰球联赛中，她代表深圳昆仑鸿星队取得了3球1助攻的成绩。队内最年轻的球员之一。
林代表中国参加了2022年北京冬奥会女子冰球比赛。